# Drum național 59A
Der Drum național 59A (rumänisch für „Nationalstraße 59A“, kurz DN59A) ist eine Hauptstraße in Rumänien.

## Verlauf
Die Straße zweigt in Timișoara (Temeschburg) vom Drum național 59 (Europastraße 70) nach Westen ab und verläuft über Cărpiniș (Gertianosch), wo der Drum național 59B nach Süden abzweigt, nach Jimbolia (Hatzfeld). Hier mündet der von Sânnicolau Mare (Groß Sankt Nikolaus) kommende Drum național 59C ein. Der DN59A führt weiter nach Süden zur rund 5 km entfernten rumänisch-serbischen Grenze, hinter der sie sich als serbische Bundesstraße 12 über Srpska Crnja (Српска Црња) nach Zrenjanin und Novi Sad fortsetzt.
Die Länge der Straße beträgt 47,873 Kilometer.